# Twin City Cyclones
Twin City Cyclones byl profesionální americký klub ledního hokeje, který sídlil ve Winston-Salemu ve státě Severní Karolína. V letech 2005–2009 působil v profesionální soutěži Southern Professional Hockey League. Cyclones ve své poslední sezóně v SPHL skončily v základní části. Své domácí zápasy odehrával v hale Winston-Salem Fairgrounds Annex s kapacitou 4 000 diváků. Klubové barvy byly námořnická modř a červená.

## Historické názvy
Zdroj: 
- 2005 – Pee Dee Cyclones
- 2007 – Twin City Cyclones

## Přehled ligové účasti
Zdroj: 
- 2005–2009: Southern Professional Hockey League